# Tetragnatha amoena
Tetragnatha amoena är en spindelart som beskrevs av Yutaka Okuma 1987. Tetragnatha amoena ingår i släktet sträckkäkspindlar, och familjen käkspindlar. Inga underarter finns listade i Catalogue of Life.